# Thyrsopsocus
Genre
Synonymes
- Colpostigma (Enderlein, 1925)
- Thyrosphorus (Lienhard & Smithers, 2002)

Thyrsopsocus est un genre d'insectes de l'ordre des Psocoptera, de la famille des Psocidae et de la sous-famille des Thyrsophorinae.

## Liste des espèces
Selon Catalogue of Life (02 octobre 2022) :
- Thyrsopsocus aequatorialis Enderlein, 1901
- Thyrsopsocus angularis Mockford, 1992
- Thyrsopsocus bellulus Banks, 1930
- Thyrsopsocus bellus (McLachlan, 1866)
- Thyrsopsocus bolivari Badonnel, 1987
- Thyrsopsocus brasiliensis New, 1980
- Thyrsopsocus elegans (Enderlein, 1925)
- Thyrsopsocus fairchildi Mockford, 1992
- Thyrsopsocus newi Mockford, 1992
- Thyrsopsocus peruanus Enderlein, 1900
- Thyrsopsocus pretiosus Banks, 1930
- Thyrsopsocus psocoides Enderlein, 1900
- Thyrsopsocus stigmaticus Banks, 1924